# N&W-Klasse TE1
Die Klassenbezeichnung TE1 vergab die Norfolk and Western Railway (N&W) für den Prototyp einer Dampfturbinenlokomotive für den schweren Güterzugdienst, auch unter den Namen Big Jawn und Jawn Henry bekannt, der 1954 von der Baldwin-Lima-Hamilton Corporation (BLH) unter der Herstellerbezeichnung 6-6-6-6-4500/1-TE zu Versuchszwecken gebaut wurde. Bereits 1957 wurde das Fahrzeug mit der Betriebsnummer 2300 ausgemustert und 1958 verschrottet.

## Geschichte
Die Einführung betriebstauglicher Streckendiesellokomotiven in den Vereinigten Staaten ab den 1930er Jahren bewegte Bahngesellschaften und Lokomotivhersteller dazu, nach alternativen, effizienteren Antriebskonzepten zu suchen, die die herkömmliche Kolbendampflokomotive ersetzen könnten. Eine Möglichkeit zur weiteren Nutzung kostengünstiger Brennstoffe wie Steinkohle und Schweröl boten Dampfturbinenlokomotiven. General Electric (GE) baute 1938 erstmals zwei Prototypen für die Union Pacific Railroad (UP). Die Baldwin Locomotive Works (BLW) lieferten 1944 ein Fahrzeug der Klasse S2 an die Pennsylvania Railroad (PRR) sowie in den Jahren 1947 und 1948 drei der Klasse M-1 an die Chesapeake and Ohio Railway (C&O).
Im Frühjahr 1948 wandten sich die Unternehmen Babcock & Wilcox (B&W), BLW und Westinghouse Electric Corporation gemeinsam an die Norfolk and Western Railway (N&W) und vereinbarten den Bau einer weiteren Versuchslokomotive. Diese wurde am 19. Mai 1954 von der Baldwin-Lima-Hamilton Corporation (BLH) unter der Typenbezeichnung 6-6-6-6-4500/1-TE mit der Fabriknummer 75911 abgeliefert. Bei der N&W erhielt sie die Betriebsnummer 2300 und die Klassenbezeichnung TE1. Schon bald trug das Einzelstück die Spitznamen Big Jawn und Jawn Henry in Erinnerung an den berühmten Afroamerikaner John Henry.
Nach der Vorstellung des Prototyps auf der Southern Appalachian Industrial Exhibit begannen am 1. Juni 1954 die Probefahrten. Dabei stellte sich heraus, dass die Dampfturbinenlokomotive bei niedrigen Geschwindigkeiten mit einer Zugkraft von bis zu 780 kN den Gelenklokomotiven der Klassen A, Y5 und Y6 überlegen war und mit dem modernen Wasserrohrkessel eine Brennstoffeinsparung von mehr als 20 % erreicht werden konnte. Nachteilig war hingegen die geringe Traktionsleistung von nur 2980 kW gegenüber den konventionellen Dampflokomotiven mit Zughakenleistungen oberhalb 4000 kW.
Ausfälle der Fahrmotoren aufgrund des Eindringens von Kohlenstaub, Flugasche und Wasserdampf sowie Probleme mit dem Speisewasservorwärmer und der Kesselregelung führten dazu, dass die 2300 am 1. März 1955 mit einer Laufleistung von rund 45 000 km aus dem regulären Güterzugeinsatz auf der Strecke Roanoke–Bluefield ausschied und seitdem in den Blue Ridge Mountains als Schiebelokomotive diente. Im Schiebedienst bemerkte man, dass die Dampfturbine anfällig für starke Erschütterungen war, welche unter anderem beim Ansetzen an den Zug auftreten können. Am 31. Dezember 1957 wurde das ungewöhnliche Triebfahrzeug ausgemustert und 1958 verschrottet.

## Technik
Auf dem geschweißten Brückenrahmen waren, ähnlich wie bei der C&O-Klasse M-1, von vorn nach hinten der 18,1 t Steinkohle fassende Brennstoffbehälter, der Führerstand, der Dampfkessel sowie der Maschinenraum mit Dampfturbine und Hauptgenerator angeordnet. An beiden Fahrzeugenden befand sich ein Raum mit elektrischer Ausrüstung. Durch einen Dachaufsatz über dem Kohlenkasten konnte der Brennstoffvorrat und damit die Reichweite vergrößert werden.
Das Laufwerk bestand aus vier dreiachsigen, schraubengefederten Schwanenhals-Drehgestellen mit asymmetrischem Achsstand, welche durch die Verwendung von Zwischenbrücken in zwei Gruppen zusammengefasst waren. Die Zwischenbrücken nahmen außerdem die Janney-Kupplungen auf und übertrugen somit die gesamten Zug- und Stoßkräfte zwischen Kupplung und Hauptrahmen. Laufradsätze waren nicht vorhanden, sodass die Reibungsmasse der Dienstmasse von 371,0 t entsprach.
Ein turboelektrischer Antrieb wurde gewählt, um die Leistung ohne aufwendige mechanische Übertragungselemente auf die zwölf Treibradsätze zu verteilen. Der von B&W gelieferte Wasserrohrkessel mit Stoker und Wanderrostfeuerung verfügte über eine halbautomatische Kesselregelung und lieferte bis zu 23,3 t Dampf pro Stunde bei einem Kesseldruck von 41,4 bar. Mit dem am Ausgang des Überhitzers etwa 480 °C heißen Frischdampf speiste er die von der Westinghouse Electric Corporation hergestellte Dampfturbine, deren Abdampf ohne weitere Nutzung durch einen Schornstein in die Umgebung geleitet wurde. Die Turbine leistete bei einer Drehzahl von 8000 min−1 3360 kW und war über ein Reduktionsgetriebe mit dem Gleichstrom-Hauptgenerator verbunden, welcher die 12 Tatzlager-Gleichstrom-Fahrmotoren des Herstellers GE versorgte. Neben der indirekt wirkenden Druckluftbremse als Zugbremse und der direkt wirkenden Druckluftbremse als Lokomotivbremse war eine Widerstandsbremse vorhanden, den benötigten Erregerstrom lieferte ein zusätzlicher Turbogenerator. Die Bremswiderstände waren an den Fahrzeugenden unter dem Dach angeordnet.
Der sechsachsige Drehgestell-Schlepptender mit einem Wasservorrat von 83,3 m³ war richtungsunabhängig konstruiert, sodass er für das Wenden der 34 020 mm langen Lokomotive auf der Drehscheibe ab- und anschließend wieder angekuppelt werden konnte, ohne selbst gedreht zu werden. Mit einer Gesamtlänge von 49 110 mm gilt die 2300 der N&W als längste gebaute Lokomotive der Welt.